# Беотийский щит
Беотийский щит — условное название разновидности древнегреческого пехотного щита. Наименование «беотийский» было присвоено историками в связи с тем, что он встречается на древнегреческих монетах из Беотии. Иногда отождествляется с дипилонским щитом (наименование «дипилонский» также условно и дано по названию некрополя в Афинах, где нашли много изображений такого щита), либо констатируется преемственность более позднего беотийского от более раннего дипилонского. Являясь одним из наиболее узнаваемых предметов античного вооружения, не подкрепляется археологическими находками и потому вызывает сомнения ряда исследователей в том, что он в действительности существовал.

## Описание и отражение в культуре
Беотийский щит представлял собой большой овальный щит тяжеловооружённого пехотинца с полукруглыми вырезами (выемками) с двух сторон. П. Коннолли экспериментировал с реконструкциями различных типов щитов, пытаясь выяснить, как именно держал свой щит копейщик. Он пробовал действовать копьём, держа в левой руке аргивский щит (гоплон), но из-за его выпуклой кромки и угла примерно в 45°, появлявшегося между копьём и щитом, сжимать копьё ещё и левой рукой оказалось невозможно. Но этого можно было бы добиться, если проделать выемку в крае щита — как раз так, как это показано на изображениях беотийского щита.
Беотийский щит очень широко представлен в аттической чернофигурной вазописи, но с развитием краснофигурной техники встречается всё реже. На монетах ряда беотийских полисов изображения щита доходят до римского времени, однако к IV веку он окончательно исчезает из фигуративных сцен. Таким образом, верхняя граница может быть очень условно определена V веком. Уже памятники позднего геометрического периода дают примеры изображения щитов, пропорции которых очень близки беотийскому типу. Если обе формы — беотийскую и дипилонскую — рассматривать в едином контексте, то нижнюю границу можно отнести к первой половине VIII века до н. э., когда на расписных сосудах среднего геометрического периода II фиксируются первые изображения дипилонского щита.
- Фивы, около 525—480 до н. э.
- Феспии, около 431—424 до н. э.
- Танагра, около 387—374 до н. э.
- Платеи, около 387—372 до н. э.

На памятниках архаической вазописи беотийские щиты, показанные с внутренней стороны, имеют устройство рукоятей, характерное для гоплона. В военной практике гоплон вытесняет другие формы примерно на рубеже VIII—VII веков до н. э. На памятниках зрелой архаики беотийский щит получает эписему (символическое изображение), порпакс (рукоять), окантовку края, то есть по материалу, по конструкции, по размеру, даже по декору он на изображениях неотличим от современных щитов-гоплонов. Показательны редкие поздние примеры изображения обычного гоплона с боковыми вырезами, никак функционально не оправданными, но представляющими явную аллюзию беотийского (дипилонского) щита. Возможно, это свидетельствует о том, что вазописцы VI века до н. э. представляли себе беотийский щит только на основании его изображений, руководствуясь в передаче конструктивных особенностей собственным опытом, основанном на представлении о современных им гоплонах.

## Гипотезы
По мнению Т. Вебстера, ввиду того, что никаких документальных подтверждений существования беотийского щита не обнаружено, а представлен он исключительно иконографическим материалом, его надо рассматривать в качестве своего рода «героизированного» оружия, маркирующего в иконографии эпические сюжеты и персонажей. В настоящее время точка зрения Вебстера разделяется, целиком или отчасти, многими учёными. Большинство исследователей соглашаются с тем, что классический беотийский щит архаической иконографии есть героизирующая аллюзия, в основе которой лежит некий предметный прототип, функциональное боевое оружие. Большинство исследователей признают связь беотийского щита с дипилонским щитом геометрической вазописи.
Высказывается предположение о связи между беотийским щитом и так называемыми щитами «в виде восьмёрки», относящимися к микенскому периоду — на это указывал ещё А. Эванс. Э. Снодграсс, поддержавший гипотезу Вебстера, также усматривал в микенских щитах прообраз щитов геометрической вазописи. Однако дипилонский щит в его трактовке — это абстрагированная художественная форма, «даже не отдалённо точное изображение реального щита»; «модель, давно вышедшая из употребления и полностью адекватно не понимаемая». Между беотийским и микенским щитами имеются и очевидные различия: плавный, скруглённый край микенского щита резко контрастирует с острыми «рогами», замыкающими дугообразные вырезы по сторонам щита геометрических росписей; размер (на изображениях) также неодинаков: микенский щит едва ли не превышает человеческий рост, тогда как щиты на расписных сосудах VIII века до н. э. выглядят меньше. Кроме того, последние микенские памятники и первые изображения VIII века до н. э. сильно отстоят друг от друга по времени.